# Tiesioji (Vytinė)
Tiesioji je jedno z ramen delty Němenu, levá odbočka (nejvíce vlevo ze čtyř) ramene delty Němenu Vytinė (neplést s ramenem Tiesioji, levou odbočkou ramene Skirvytė). Dalo by se považovat také za levou větev (pravá větev je Vytinės Uostas) z rozdvojení levého pokračování ramene Vytinė, neboť se odděluje vzápětí po jejím odbočení z ramene Vytinė. Tiesioji se dále rozvětvuje na ramena Rindos šaka (vpravo) a Vikis (vlevo) a ještě má slepé rameno zleva jménem Prasuknis. Odděluje ostrov Briedžių sala (vlevo) od ostrova Kiemo sala (vpravo). Voda v rameni Tiesioji teče směrem jihozápadním. Šířka tohoto ramene je kolem 80 m.

## Význam názvů
Tiesioji znamená litevsky přímá, Vytinės Uostas - přístav (ramene) Vytinė, Kiemo sala - ostrov dvorku, Briedžių sala - ostrov losů.

## Přítoky
Toto rameno nemá žádné přítoky.
| DELTA NĚMENU Atmata Atšakėlė Aukštumala Aukštumalos protaka Bevardis Bevardė Briedžių Dumblė Kadaginis Kiemo Kniaupas Krokų Lanka Kubilių Kurský záliv Leitė Minija Naikupė Pakalnė Palankys Záliv Prūsinė Purvalankis Ragininkų Rindos šaka Záliv Rindutė Rusnaitė Rusnė (Němen) Rusnė Senoji Skirvytė Skatulė Skirvytė (Severnaja) Šakutė Záliv Šilinė Šventos Elenos Šyša Šyškrantė Tiesioji Trušių Ulmas Uostadvaris Duobelė Upaitis Vidujinė Vikis Vilkinė Vilkinės Vito Vorusnė Voryčia Vytinė Vytinės Uostas Zingelinė |